# Arthrolips obscura
Arthrolips obscura là một loài bọ cánh cứng trong họ Corylophidae. Loài này được Sahlberg miêu tả khoa học đầu tiên năm 1833.